# ستايسي كينغ (ممثلة)
ستايسي كينغ (بالإنجليزية: Stacy King)‏ هي ممثلة أمريكية، ولدت في عقد 1900، وتوفيت في 8 أغسطس 2015.

## وصلات خارجية
- ستايسي كينغ على موقع IMDb (الإنجليزية)
- ستايسي كينغ على موقع قاعدة بيانات الفيلم (الإنجليزية)